# 夢裡
夢裡是高雄市鳥松區的一個傳統地域名稱，位於該區北部偏西。相較於今日行政區，其範圍大致為夢裡里西南部。

## 地名
此地古代是繁茂叢林的原野，樹木覆蓋聚落，不易為外人所尋覓，外鄉人如不經指引而私自進入探尋，將迷失在「夢裡」一樣，很難進出該地，故名「夢裡」。另一說為從前嫁娶之時，轎夫通常會留下來喝喜酒，轎夫喝醉了在彎曲小徑繞不出去，常要等到天亮，遇人指引才找得到路離開。所以迷路的轎夫抱怨：「要摸的才能走出來」因台語「摸的」發音近似「夢裡」，訛傳為夢裡。

## 歷史
台灣清治末期至日治初期，夢裡地區為一街庄，稱為「夢裡庄」，隸屬於赤山里。該庄北與赤山仔庄、考潭庄為鄰，東與十九灣庄、崎仔腳庄為鄰，南邊及西邊為鳥松腳庄。
1901年（日治明治三十四年）11月，全台廢縣廳改設二十廳，該庄隸屬於鳳山廳。1903年（明治三十六年）6月，該庄編入「赤山區」，隸屬於鳳山廳。1909年（明治四十二年）10月，合併二十廳為十二廳，赤山區改隸屬於台南廳。1920年（大正九年），全台地方制度大改正，廢十二廳改設五州二廳，該庄改制並雅化為「夢裡」大字，隸屬於高雄州鳳山郡鳥松庄。
戰後鳥松庄改制為鳥松鄉，隸屬於高雄縣，大字亦改制為村。1950年10月，高、屏分治，鳥松鄉仍隸屬高雄縣。2010年12月25日，高雄縣、市合併為高雄市，鳥松鄉改制為鳥松區，村亦改制為里。

## 聚落
本地區發展較早的聚落為夢裡，在日治初期的官方地圖上已有記載。

## 交通
- 縣道183號